# アンリ・コルディエ
アンリ・コルディエ（Henri Cordier, 1849年8月8日 - 1925年3月16日）はフランスの中国学者、東洋学者。

## 経歴
1849年、アメリカ合衆国ルイジアナ州ニューオーリンズ生まれ。1952年にフランスへわたり、教育を受ける。
文献学・東西交渉史の研究で知られ、東洋研究雑誌『通報』(T'oung Pao)の創刊・維持に尽力した。著書に『支那書誌(ビブリオテカ・シニカ)』『日本書誌(ビブリオテカ・ ヤポニカ)』『支那通史』等があり、ヘンリー・ユールの著書『マルコ・ポーロ旅行記』『支那東達記』の改訂増補を行い、東洋学の発展に貢献した。1880年フランス文学院よりスタニスラス・ジュリアン賞を受賞。

## 著書
- 『支那外交史  調査資料 自一八八八年至一九〇二年　第9輯』　南満洲鉄道株式会社総務部調査課　1919
- 『支那法の根本問題』教育図書 1942 河合篤編訳

### 増補改定書
- 『マルコ・ポーロ旅行記』河出書房, 1954　青木冨太郎訳　世界探検紀行全集 1
- 『東西交渉史  ユーラシア叢書 支那及び支那への道』原書房, 1978　鈴木 俊訳・編